# Pezizellaster radiostriatus
Pezizellaster radiostriatus är en svampart som först beskrevs av Feltgen, och fick sitt nu gällande namn av Franz Xaver von Höhnel 1917. Pezizellaster radiostriatus ingår i släktet Pezizellaster och familjen Hyaloscyphaceae.   Inga underarter finns listade i Catalogue of Life.